# Anna von Pritzbuer
 Anna von Pritzbuer (* 8. Juli 1900 in Berlin; † 8. Juli 1971 ebenda) war eine führende Kulturfunktionärin der SED.

## Leben
Anna von Pritzbuer wurde als Tochter von Friedrich von Pritzbuer (1868–1929) und Anna Viereck (1869–1942) geboren. Nach dem Abitur in Berlin studierte Anna von Pritzbuer Mathematik und Nationalökonomie in Berlin und Göttingen. Als  Diplom-Versicherungsmathematikerin arbeitete sie von 1923 bis 1925 bei der Hamburg-Mannheimer Versicherungs-AG in Hamburg. Von 1925 bis 1945 war sie leitende Angestellte der Allianz und Stuttgarter Versicherungs-AG in Berlin. 
Nach Kriegsende 1945 trat sie der KPD bei und war bis April 1947 Prokuristin der Allianz Lebensversicherung AG in Berlin-Charlottenburg. Anschließend arbeitete sie in der Stadtverwaltung von Berlin. Bei der ersten  Nachkriegswahl zur Berliner Stadtverordnetenversammlung am 20. Oktober 1946 kandidierte sie für die SED, hatte aber auf Platz 79 der SED-Kandidatenliste keine Chance. Im Februar 1948 wurde sie von Rektor Hermann Dersch zur Verwaltungsdirektorin der Berliner Universität berufen, die 1949 in Humboldt-Universität zu Berlin umbenannt wurde. Während der hitzigen Debatte im April 1948 zwischen Studenten und der Universitäts- und SED-Vertretung sorgte Anna von Pritzbuer, SED-Mitglied und Leiterin der Universitätsverwaltung, dafür, dass das Übertragungskabel des Studenten und Hörfunkreporters des Senders RIAS, Gerhard Löwenthal, gekappt wurde, um kritische Berichterstattung zu verhindern. In einigen Studentenkreisen wurde Frau von Pritzbuer – hinter ihrem Rücken – die ‚Pasionaria’ der SED genannt.
1950 wechselte sie als Abteilungsleiterin in die Deutsche Investitionsbank. Von 1953 bis 1960 war Anna von Pritzbuer die Leiterin der Arbeitsgruppe Kultur und Erziehung in der Zentralen Kommission für Staatliche Kontrolle (ZKSK) beim Ministerrat der DDR, die die   Einhaltung von Gesetzen, Beschlüssen und volkswirtschaftlichen Planaufgaben überwachte. Von 1960 bis 1961 arbeitete sie in der Staatlichen Plankommission der DDR.
Sie starb an ihrem 71. Geburtstag in Ost-Berlin.

## Auszeichnungen
- Verdienstmedaille der DDR
- Mehrmals die Medaille für ausgezeichnete Leistungen